# Умаров, Отабек Мухаммадалиевич
Отабе́к Мухаммадали́евич Ума́ров — узбекистанский государственный служащий и спортивный функционер.
Подполковник запаса. Владеет узбекским, русским, английским и корейским языками.

## Биография
Родился 15 мая 1984 года в Коканде.
Отец, Мухаммадали Ахмадалиевич Умаров (1957—2008), работал заместителем начальника отдела строительства Ташкентского управления железных дорог. Мать, Гузаль Улмасовна Умарова (род. в 1965 году), посвятила себя воспитанию детей.
С отличием окончив в 2001 году кокандский физико-математический лицей № 32, поступил на факультет менеджмента Ташкентского института текстильной и легкой промышленности, а в 2009 защитил магистерскую диссертацию по тому же направлению в Ташкентском государственном экономическом университете. С 2013 по 2015 годы проходил обучение в магистратуре Ташкентского института по проектированию, строительству и эксплуатации автомобильных дорог по специальности «Автомобильное хозяйство».
После выпуска из Ташкентского института текстильной и легкой промышленности с 2005 года Отабек Умаров работал в зарубежных структурах АК «Узавтосаноат», пройдя путь от менеджера до заместителя генерального директора ООО «УзАвто Одесса» — официального дилера грузовых фургонов и шасси Iveco Daily.
В 2007 году, решив продолжить образование на родине, переведен в штаб-квартиру холдинга на позицию ведущего специалиста (2007—2011). Получив назначение на пост вице-президента «УзАвто Корея», в 2012 году переехал в Сеул, где проработал до 2016 года.
С января 2017 года Отабек Умаров становится сотрудником, а с января 2018 года − заместителем руководителя Государственной службы безопасности Президента Республики Узбекистан Шавката Мирзиёева.

### Триатлон
7 марта 2019 года делегаты внеочередной отчетно-выборной конференции Федерации триатлона Узбекистана избрали Отабека Умарова председателем организации.

### Смешанные единоборства
10 ноября 2019 года Отабек Умаров был избран президентом Ассоциации смешанных боевых искусств Узбекистана.
8 февраля 2020 года на совете Международной федерации смешанных боевых искусств IMMAF, проходившем в Нур-Султане, была создана Центральноазиатская Конфедерация MMA, главой которой большинством голосов избрали Отабека Умарова.
Досрочный уход с руководящих постов спортивных организаций Узбекистана
14 августа 2020 года Отабек Умаров заявил об уходе из руководства Федерации триатлона и Ассоциации смешанных боевых искусств Узбекистана. Данная инициатива спортивного функционера продиктована изменениями, связанными с пандемией COVID-19.

### Олимпийский совет Азии
15 декабря 2020 года на заседании исполнительного комитета Oлимпийского совета Aзии (ОСА) в Омане Отабек Умаров избранзаместителем президента этой организации. Узбекистан впервые получил право предложить своего представителя на пост замглавы ОСА в связи с предстоящим проведением молодёжных Азиатских игр в республике.

### Бренд 7SABER
История бренда берет начало в 2019 году, когда Отабек Умаров создал на основе всемирно известных иконок, символизирующих различные виды спорта, графический элемент, объединяющий по очертаниям большинство из них и напоминающую цифру 7, призванную выразить отражаемые ею в нумерологии смелость и силу воли. Совместными усилиями лондонского Института айдентики INSTID и ташкентского агентства GRANDPR была разработана бренд-платформа 7SABER, представленная общественности 25 июня 2021 года.

### Инцидент с нарушением ПДД
В июле 2019 года Отабек Умаров, управляя автомобилем, нарушил п. 78 Правил дорожного движения, ограничивающий скорость движения транспортных средств в населенных пунктах 70 км/ч. Об этом факте стало известно из его официальной страницы в социальной сети, где он по собственной инициативе признал нарушение, разместив данные видеорегистратора.
На следующий день он оплатил положенный штраф за превышение скорости, также сообщив об этом в личном Instagram и обнародовав фото протокола об административном правонарушении.

### Дорожно-транспортное происшествие
13 февраля мотоцикл, которым управлял Отабек Умаров, ударил в заднюю часть белого Chevrolet Epica. Упав с мотоцикла, он ударился о бетонный бордюр с левой стороны дороги. 5 марта в СМИ появилось подтверждение информации о том, что зять президента Отабек Умаров проходит лечение в Южной Корее после ДТП.

## Личная жизнь
С 27 октября 2007 года женат на Шахнозе Шавкатовне Мирзиёевой (род. 1986). Супруги воспитывают трех дочерей: Марифатхон (род. 2008), Мехрихон (род. 2010) и Раниа (род. 2015).

## Награды
- Почётная грамота Кыргызской Республики (8 декабря 2021 года, Кыргызстан) — за значительный вклад в укрепление дружбы и сотрудничества между Кыргызской Республикой и Республикой Узбекистан в области культуры и спорта[18]